# Caraffa di Catanzaro
Caraffa di Catanzaro (Garrafë in arbëreshë) è un comune italiano di 1 686 abitanti della provincia di Catanzaro in Calabria. È un borgo di lingua e cultura arbëreshë, fondato intorno al XV secolo da profughi albanesi in seguito all'invasione ottomana dei balcani.

## Geografia fisica
È situata alle porte della città di Catanzaro, e la parte a valle del centro storico ospita un'area industriale soggetta negli ultimi anni ad un forte sviluppo.
Nelle giornate serene, e nel punto più alto del paese, è possibile ammirare contemporaneamente il mar Ionio e il mar Tirreno.

## Storia

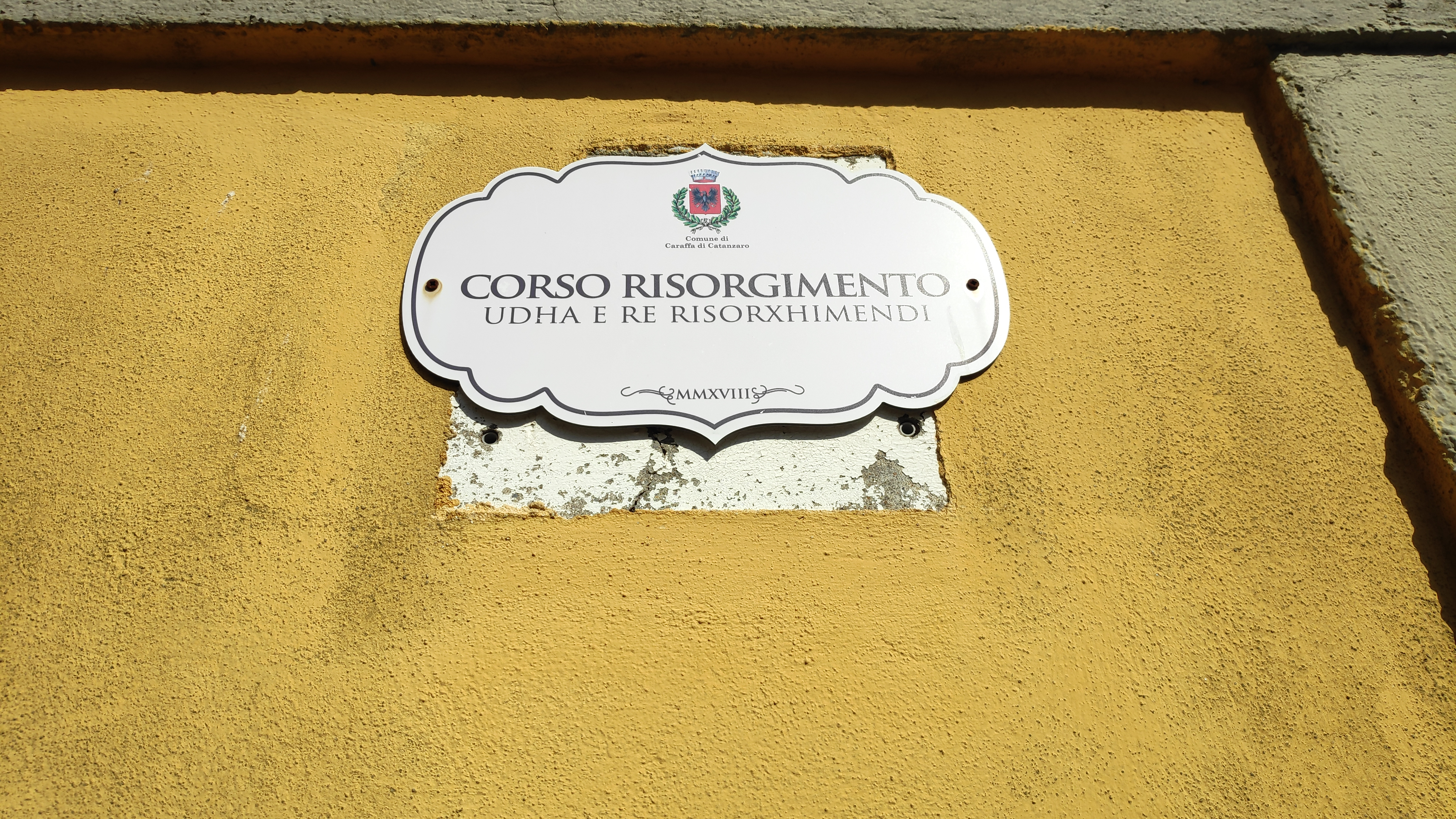
Via bilingue arbereshe a Caraffa di Catanzaro (agosto 2021)

Secondo Domenico Zangari, autore de Le colonie italo albanesi di Calabria, gli albanesi giunsero a Caraffa verso il 1550, e provenivano dall’insediamento di Arenoso (o anche Santa Barbara) dove si erano stanziati intorno al 1467, epoca in cui erano giunti nel regno di Napoli.
Nel 1466, poco prima dell’arrivo degli albanesi, il territorio di Tiriolo, dove sarebbero sorti alcuni casali albanesi, tra i quali quelli di Arenoso e di Usito, apparteneva al regio demanio. Nel 1481, il re Ferdinando I d'Aragona vendette il territorio di Tiriolo comprendente "Castra seu Terras Roccae Poverellae (Rocca Falluca), Gimignani (Gimigliano), et Tiriolo", a Galeotto Carafa.
Per guadagnare spazio alle colture, gli Albanesi di Arenoso fecero disboscare la vicina montagna, causando delle frane che, piano piano, si avvicinarono all’abitato sino a inghiottire il casale, così che, verso il 1550, Ferdinando Carafa, nipote di Galeotto Caraffa e Barone di Tiriolo, permise a molte famiglie albanesi di Arenoso di trasferirsi nella vicina località di "Serra Mazza" (arb. Rahj i Croit), a patto che il nuovo insediamento prendesse il nome del suo casato "Carafa".
Il 17 maggio del 1567 a Caraffa ci fu la prima numerazione dei fuochi. Da questa numerazione ci risulta che gli "avventizi del casale renusa" erano venuti da 15 anni.
Il 28 marzo del 1783 un disastroso terremoto con magnitudo 6.9 con epicentro a nord-est di Vallefiorita venne registrato in oltre 300 siti e scosse l’intera regione. Seguirono repliche per circa tre anni. La crisi sismica lasciò un territorio devastato dai crolli, dalle frane, dalle faglie, spaccature nel terreno, crateri, nuove sorgenti e laghi. In totale valutati circa 25 000 morti. Il terremoto causò anche una frana nei pressi dell’antico casale di Usito interrompendo la strada che portava a Catanzaro. Anche gran parte di Caraffa venne distrutto dal terremoto, e ci fu un elevato numero di morti. Quindi, non ritenendo conveniente riedificare Caraffa nel luogo primitivo, si decise di ricostruirlo o in San Giovanni di Truchi, o negli Ortali.
Nel sito dove rinacque Caraffa, iniziarono i lavori per la costruzione della chiesa; il 18 ottobre del 1792 iniziarono i lavori del tetto e di tutte le parti in legno; i lavori terminarono il 18 settembre 1798, con la benedizione della chiesa.

### Simboli
Il gonfalone è un drappo di azzurro.

## Monumenti e luoghi d'interesse

### La Chiesa dei Maiorana
La Chiesa dei Maiorana, dedicata alla Madonna delle Grazie, in piena campagna, è una modesta costruzione eclettica di maestranze locali, che presenta alcuni affreschi d'epoca tardo-romanica. Nei costumi albanesi, indossati in particolari circostanze, presentano elementi originali orientali.

## Società

### Evoluzione demografica
Abitanti censiti

### Religione
Ha perso il rito bizantino, ma mantiene ancora la cultura e la lingua arbëreshe.

## Cultura

### Musei
Nel Comune di Caraffa di Catanzaro il museo più importante è l'Istituto della Cultura Arbëreshe "Giuseppe Gangale", con testimonianze della vivace cultura Italo-albanese del luogo.

## Infrastrutture e trasporti
Il comune è interessato dalle seguenti direttrici stradali:

Il Paese ospita anche il VORTAC CDC (117,300 MHz).

## Amministrazione
| Periodo | Periodo   | Primo cittadino            | Partito      | Carica  | Note |
| ------- | --------- | -------------------------- | ------------ | ------- | ---- |
| 1995    | 1999      | Attilio Mazzei             | Progressisti | Sindaco |      |
| 1999    | 2003      | Attilio Mazzei             | Lista civica | Sindaco |      |
| 2003    | 2007      | Giovanni Schinea           | Lista civica | Sindaco |      |
| 2007    | 2012      | Antonio Migliazza          | Lista civica | Sindaco |      |
| 2012    | 2017      | Antonio Giuseppe Sciumbata | Lista civica | Sindaco |      |
| 2017    | 2022      | Antonio Giuseppe Sciumbata | Lista civica | Sindaco |      |
| 2022    | in carica | Antonio Giuseppe Sciumbata | Lista civica | Sindaco |      |